# 4401 Aditi
A 4401 Aditi (ideiglenes jelöléssel 1985 TB) egy földközeli kisbolygó. Carolyn Shoemaker fedezte fel 1985. október 14-én.